# High Steppers

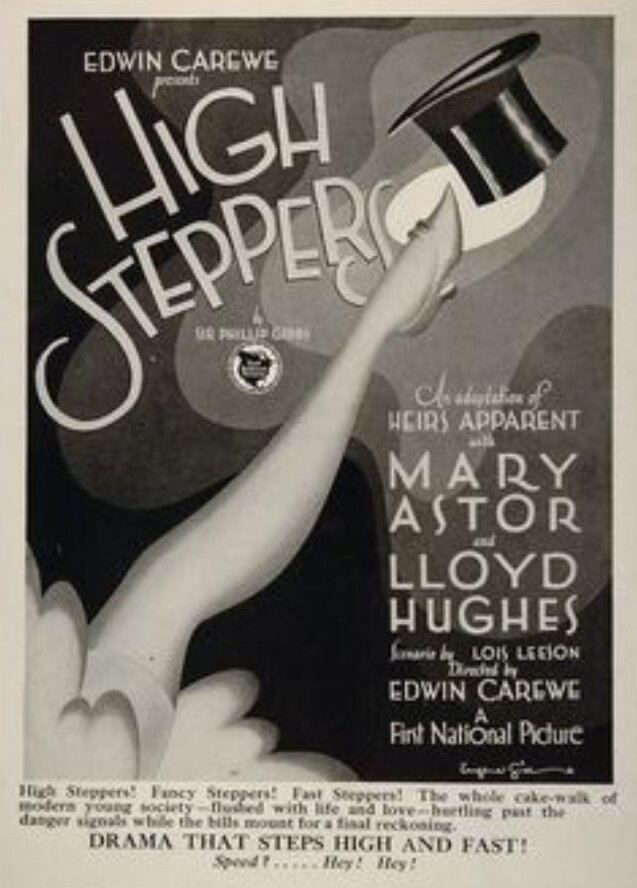
Pòster de la pel·lícula

High Steppers és una pel·lícula muda dirigida per Edwin Carewe i protagonitzada per Lloyd Hughes, Mary Astor i Dolores del Río. Basada en la novel·la “Heirs Apparent” (1923) de Philip Gibbs, inicialment s'havia de titular “Twentieth Century, Unlimited”. Es va estrenar el 14 de març de 1926. Es considera una pel·lícula perduda.

## Repartiment
- Lloyd Hughes (Julian Perryam)
- Mary Astor (Audrey Nye)
- Dolores del Río (Evelyn Iffield)
- Rita Carewe (Janette Perryam)
- Alec B. Francis (reverend Perryam)
- John T. Murray (Cyril Buckland)
- Edwards Davis (Victor Buckland)
- Clarissa Selwynne (Mrs. Perryam)
- John Steppling (Major Iffield)
- Charles Sellon[5]

## Argument
Julian Perryam i Audrey Nye són expulsats de la Universitat d'Oxford després de tornar borratxos d'una festa de jazz. Marxen tots dos amb el cotxe de Julian però aquest s'espatlla a mig camí i han d'acabar caminant fins a Londres. En el transcurs de la seva caminada, que dura un parell de dies, estan obligats a aturar-se a les fondes on els veuen els amics de les seves famílies i quan arriben a casa troben que els informes perjudicials els han precedit. Julian és el fill del director de “The Week”, un tabloide de premsa groga, i ella es la filla d'un vicari d'una parròquia episcopal.
Quan Julian arriba a la propietat familiar fora de Londres descobreix que la seva germana i la seva mare estan atrapades per la mateixa passió pel jazz. El seu pare està massa ocupat per adonar-se’n. Julian, a més, es desanima pel refús de la senyora Evelyn Iffield, de qui està enamorat, a la vegada que descobreix que la seva germana està enamorada de Cyril, el fill de l'editor del seu pare, Victor Buckland, que és un canalla.
A Londres retroba Audrey, que li aconsegueix una feina per treballar amb ella com a reporter a “The Truth”, una revista especialitzada a destapar escàndols. En assabentar-se que Victor Buckland ha malversat un fons de caritat intenta desemmascarar-lo. En fer-ho, Buckland és assassinat per una multitud i el seu fill fuig del país. Julian es casa amb Audrey, que l'ha ajudat en la investigació.